# Агатон (песник)
Агатон (стгрч. Ἀγάθων; око 448 п. н. е. — 400. п. н. е.) био је атински песник. Његова дела су данас  изгубљена. Најпознатији је по наступу у Платоновом Гозби, који описује банкет који је дат у част његовог добијања награде за своју прву трагедију изведену на Ленеји 416. Такође је истакнути лик у Аристофановој комедији Тhesmophoriazusae.

## Биографија
Заједно са Паусанијом, око 407. пре Христа преселио се на двор Архелаја, краља Македоније, који је ангажовао драмске писце; овде је вероватно умро око 401. пре Христа. Агатон је у грчко позориште унео извесне новине: Аристотел нам у Поетици (1451 б 21) каже да су ликови и радња његовог Антоса били оригинални, а не, следећи атинску драмску ортодоксију, позајмљени из митолошких или историјских тема. Агатон је такође био први драмски писац који је написао хорске секвенце које су очигледно биле независне од главне радње његових драма.
Платон је Агатона приказао као згодног младића, добро обученог, углађених манира, удвараног модом, богатством и мудрошћу Атине, који са лакоћом и префињеношћу дели гостопримство. У Симпозијуму, Агатон је представљен као пријатељ комичног песника Аристофана, али ово наводно пријатељство није спречило Аристофана да оштро критикује Агатона у најмање две његове комичне драме.
Агатон је такође био пријатељ Еурипида, још једног писца активног на двору Архелаја Македонског.

## Физички изглед
Агатонова изванредна физичка лепота је изнова изложена у изворима. Научници нису сигурни колико је Аристофанов приказ чињеница, а колико пука комична измишљотина.
Након пажљивог читања Тхесмопхориазоусае, историчарка Џејн Мекинтош Снајдер приметила је да је Агатонов костим био скоро идентичан костиму чувеног лирског песника Анакреонта, како је приказан на сликама у вази из раног 5. века. Снајдерова теоретише да је Агатон могао намјерно да се потруди да опонаша раскошну одећу свог чувеног колеге песника, иако је до Агатоновог времена таква одећа одавно испала из моде за мушкарце. Према овом тумачењу, Агатон је у Thesmophoriazousae исмејан не само због своје озлоглашене женствености, већ и због претенциозности одевања: „изгледа да мисли о себи, у свој својој елегантној финоћи, као о ривалу старим јонским песницима, можда чак и самом Анакреону“.
μόνου γὰρ αὐτοῦ καὶ θεὸς στερίσκεται,
ἀγένητα ποιεῖν ἅσσ᾽ ἂν ᾖ πεπραγμένα. 
 Чак ни Господ не може да промени прошлост.— Аристотел, Nicomachean Ethics, књига VI, sect. 2, 1139b

## Дела
Од Агатонових драма сачувано је само шест наслова и тридесет један фрагмент:
- Aerope
- Alcmeon
- Anthos или Antheus (Цвет)
- Mysoi (Mysians)
- Telephos (Telephus)
- Thyestes